# Мухамед Нур
Мухамед Нур (рођен 26. фебруара 1978. у Ријаду, Саудијска Арабија) је бивши професионални фудбалер и репрезентативац Саудијске Арабије који је наступао у фудбалском клубу Ал Итихад из Саудијске Арабије. 
Маркос Пакета селектор репрезентације Саудијске Арабије уврстио је Мухамеда Нура у тим за Светско првенство у фудбалу 2006. у Немачкој. Мухамед Нур је играо на позицији везног играча.